# Pikkusärkkä
Pikkusärkkä är en sjö i Finland. Den ligger i kommunen Orivesi i landskapet Birkaland, i den södra delen av landet, 170 km norr om huvudstaden Helsingfors. Pikkusärkkä ligger 97 meter över havet. Arean är 1,8 hektar och strandlinjen är 0,56 kilometer lång. Sjön  ingår i Kumo älvs huvudavrinningsområde.   Den ligger vid sjöarna Kirkkolahti och Oripohjanjärvi. I omgivningarna runt Pikkusärkkä växer i huvudsak blandskog.